# Kachin United FC
Der Kachin United Football Club ist ein Fußballverein aus Myanmar. Der Verein ist im Kachin-Staat beheimatet und spielt in der zweithöchsten Liga des Landes, der MNL-2 (Myanmar National League 2). Der Club ist auch unter dem Namen The Rawans bekannt.

## Geschichte
Der Verein wurde 2014 als Pong Gan Football Club gegründet. Von 2015 bis 2022 spielte der Verein in der zweiten Liga. 2023 startete der Klub in der ersten Liga. Nach einer Saison musste der Verein Ende 2023 wieder den Weg in die Zweitklassigkeit antreten. 2018 wurde der Verein von Pong Gan FC in Kachin United FC umbenannt.

## Stadion
Der Verein trägt seine Heimspiele im Myitkyina Stadium in Myitkyina aus. Die Sportstätte hat ein Fassungsvermögen vom 4000 Zuschauern.
Koordinaten: 25° 23′ 26,7″ N, 97° 23′ 58,5″ O

## Saisonplatzierung
| Saison | Liga                    | Liga  | Liga         | Liga   | Liga | Liga | Liga | Liga  | Liga   | Liga     | Liga |
| Saison | Liga                    | Level | Mannschaften | Spiele | S    | U    | N    | Tore  | Punkte | Position |      |
| ------ | ----------------------- | ----- | ------------ | ------ | ---- | ---- | ---- | ----- | ------ | -------- | ---- |
| 2015   | MNL-2                   | 2     | 10           | 18     | 1    | 1    | 16   | 13:85 | 4      | 10.      |      |
| 2016   | MNL-2                   | 2     | 12           | 22     | 3    | 3    | 16   | 25:62 | 12     | 10.      |      |
| 2017   | MNL-2                   | 2     | 11           | 18     | 5    | 2    | 11   | 14:31 | 17     | 9.       |      |
| 2018   | MNL-2                   | 2     | 7            | 12     | 3    | 6    | 3    | 23:25 | 15     | 4.       |      |
| 2019   | MNL-2                   | 2     | 8            | 14     | 4    | 2    | 8    | 17:31 | 14     | 6.       |      |
| 2022   | MNL-2                   | 2     | 6            | 10     | 3    | 3    | 4    | 15:15 | 12     | 4.       |      |
| 2023   | Myanmar National League | 1     | 12           | 22     | 2    | 4    | 16   | 17:40 | 10     | 12. ▼    |      |

## Trainer
| Trainer                   | Nation  | von            | bis   |
| ------------------------- | ------- | -------------- | ----- |
| U Kyaw Thu Aung Myint Tun | Myanmar | 1. Januar 2023 | heute |